# Тодор Симов (футболист)
Вижте пояснителната страница за други личности с името Тодор Симов.
Тодор Любомиров Симов е бивш български футболист, нападател, помощник треньор на Левски (София).

## Кариера
Роден е на 26 януари 1985 г. в София.
Юноша на Левски (София). Играл е за Левски, Розанезе (Италия), Черно море, Видима-Раковски, Берое, Локомотив (Мездра), Пирин (Бл). В А група има 64 мача и 13 гола. Финалист за купата на страната през 2006 г. с Черно море, вицешампион с Левски през 2004 г. От есента на 2006 г. играе за Берое. Има 10 мача за младежкия национален отбор и 4 гола. Кариерата му минава още през отборите на Локомотив Мездра, Спортист Своге и Пирин Благоевград. След краткия си престой в Пирин, той слага край на футболната си кариера.
От лятото на 2012 г., Тодор Симов е треньор в школата на Левски София.

## Статистика по сезони
- Розанезе – 2002/03 – Серия D, 19 мача/4 гола
- Левски – 2004
- Черно море – 2004/05 – А група, 24/3
- Видима-Раковски – 2005/ес. – А група, 8/5
- Черно море – 2006/пр. – А група, 14/1
- Берое – 2006/07 – А група, 17/8
- Берое – 2007/08 (есен) – А група, 0/0
- Спортист – 2007/08 (пролет) – Б група, 12/6
- Локомотив – 2008/09 – А група, 2/0
- Спортист – 2009/10 – А група, 4/1
- ПФК Пирин (Благоевград) – 2010/10 – А група, 3/0